# Tecnologia sanitària
Tecnologia sanitària és una part de la Tecnologia de la salut que abasta una àmplia gamma de productes per a la cura de la salut i, en una o altra manera, s'utilitza per diagnosticar, vigilar o tractar cada malaltia o condició que afecta els éssers humans. Aquestes innovadores tecnologies (aplicació de la ciència i la tecnologia) milloran la qualitat de l'atenció sanitària administrada i els resultats als pacients a través del diagnòstic precoç, opcions de  tractaments menys invasius i la reducció de les estades a l'hospital i els períodes de rehabilitació.
La Tecnologia de la Salut (Health technology) és:
| « | Qualsevol intervenció que pugui ser utilitzada per promoure la salut, a fi de prevenir, diagnosticar o tractar una malaltia o per a la rehabilitació o l'atenció a llarg termini. Això inclou els productes farmacèutics, productes sanitaris, procediments i sistemes organitzatius utilitzats en l'atenció de la salut. | » |

## ¿Per a què serveix la Tecnologia Sanitària?
| «          | La tecnologia sanitària allarga i millora la vida. Alleuja el dolor, lesions i discapacitat. El seu paper és essencial en l'assistència sanitària. La incessant innovació en tecnologia sanitària millora la qualitat i l'eficàcia de la prestació sanitària. Milers de milions de pacients en tot el món depenen de la tecnologia sanitària a la seva llar, en el consultori del doctor, a l'hospital i en les residències geriàtriques. Les cadires de rodes, marcapassos, sabates ortopèdiques, ulleres i lents de contacte, les xeringues d'insulina, les pròtesis de maluc, els condons, les màscares d'oxigen, la seda dental, els escàners de RMN, les proves d'embaràs, els instruments quirúrgics, les gases, les xeringues, els equips de protecció vital: més de 500.000 productes (10.000 grups genèrics) estan disponibles en l'actualitat. La tecnologia mèdica representa només 6,3% del total de la despesa sanitària a Europa - una modesta aportació si es té en compte els beneficis per a cadascun dels membres de la societat. | » |
| — EUCOMED. | |   |

## Diferència entre Tecnologies Sanitàries iProductes Sanitaris
La 'Tecnologia Sanitària' inclou com subcategories a productes regulats en tenir una finalitat medic-sanitària com són els  productes sanitaris i altres d'ús en Centres Sanitaris però que no estan regulats, com per exemple les instal·lacions (sala d'operacions, ...), investigació, productes per a formació i les Tecnologies de la Informació (HIS, ...), etc.